# Exocentrus demangei
Exocentrus demangei är en skalbaggsart som beskrevs av Stefan von Breuning 1962. Exocentrus demangei ingår i släktet Exocentrus och familjen långhorningar.
Artens utbredningsområde är Mali. Inga underarter finns listade i Catalogue of Life.